# Marcos Montiel
Marcos Montiel, vollständiger Name Marcos Daniel Montiel González, (* 12. Juli 1995 in Montevideo) ist ein uruguayischer Fußballspieler.

## Karriere
Der 1,85 Meter große Defensivakteur Montiel steht seit der Clausura 2016 im Kader der Profimannschaft von Villa Teresa. Dort feierte er am 13. November 2016 sein Debüt in der Segunda División, als ihn Trainer Adrián Fernández bei der 1:2-Auswärtsniederlage gegen den Club Atlético Atenas in die Startelf beorderte. In der Saison 2016 wurde er insgesamt viermal (kein Tor) in der zweithöchsten uruguayischen Spielklasse eingesetzt.